# Leucochlaena suffusa
Leucochlaena suffusa là một loài bướm đêm trong họ Noctuidae.